# Arthur Darvill
Thomas Arthur Darvill (né le 17 juin 1982 à Birmingham dans les Midlands de l'Ouest en Angleterre) est un acteur, chanteur et musicien britannique.

## Biographie
Il a été formé à la Royal Academy of Dramatic Art. Il est l'auteur de la comédie musicale Been So Long jouée en 2009.
Arthur Darvill est chanteur, guitariste et claviériste au sein d'un groupe nommé Edmund.
Il est notamment connu pour son rôle de Rory Williams dans les saisons 5 à 7 de Doctor Who.

## Carrière

### Cinéma
- 2009 : Pelican Blood (en) de Karl Golden : Cameron
- 2010 : Sex & Drugs & Rock & Roll (en) de Mat Whitecross
- 2010 : Robin des Bois de Ridley Scott

### Télévision
- 2008 : He Kills Coppers d'Adrian Shergold : PC
- 2008 : La petite Dorrit : Edward Tip Dorrit
- 2010-2012 : Doctor Who : Rory Williams (saison 5, saison 6, épisodes 1 à 5 de la saison 7)
- 2011 : Night and the Doctor : Rory Williams (mini-série)
- 2011 : Doctor Who : Space / Time : Rory Williams (mini-épisode)
- 2012 : Pond Life : Rory Williams (mini-série, principale)
- 2012 : Doctor Who : PS : Rory Williams (mini-épisode)
- 2012 : The Paradise : Bradley Burroughs
- 2013-2017 : Broadchurch : Révérend Paul Coates
- 2013 : The White Queen : Harry Stafford
- 2016-2018  et 2021 : Legends of Tomorrow : Rip Hunter (principal saison 1 et 2, récurrent saison 3 et invité saison 7)
- 2019 : World on Fire : Vernon (mini-série)
- 2020 : Doctor Who : Rory's Story : Rory Williams (mini-épisode)
- 2022 : Sandman : Richard Madoc (1 épisode)

### Théâtre
- 2011 : Doctor Faustus : Méphistophélès